# Norwegian International 1969
Die Norwegian International 1969 fanden vom 8. bis zum 9. November 1969 in Oslo statt. Es war die 13. Austragung dieser internationalen Titelkämpfe von Norwegen im Badminton.

## Finalergebnisse
| Disziplin    | Sieger                          | Finalist                      | Ergebnis           |
| ------------ | ------------------------------- | ----------------------------- | ------------------ |
| Herreneinzel | Klaus Kaagaard                  | Sture Johnsson                | 18–13, 2–15, 15–12 |
| Dameneinzel  | Eva Twedberg                    | Jette Føge                    | 11–4, 11–1         |
| Herrendoppel | Jørgen Mortensen Klaus Kaagaard | Sture Johnsson Gert Perneklo  | 15–8, 15–4         |
| Damendoppel  | Jette Føge Karin Jørgensen      | Eva Twedberg Lena Olsson      | 15–4, 15–4         |
| Mixed        | Sture Johnsson Eva Twedberg     | Kurt Johnsson Karin Lindquist | 15–7, 15–7         |